# Claudia Malvenuto
Claudia Malvenuto (Turim, 1965) é uma matemática italiana, uma das homônimas da álgebra de permutações Malvenuto–Poirier–Reutenauer Hopf. É professora associada de matemática na Universidade de Roma "La Sapienza".

## Formação
Malvenuto nasceu em Turim. Depois de obter uma laurea em matemática da Universidade de Roma "La Sapienza" em 1988, foi para o Canadá para fazer doutorado na Queen's University, mas logo se transferiu para a Universidade do Quebec em Montreal, onde completou um doutorado em 1994. Sua tese, Produits et coproduits des fonctions quasisymétriques et de l’algèbre des descentes, foi orientada por Christophe Reutenauer. Recebeu a Governor General's Academic Medal de ouro de 1994, pela melhor tese de doutorado em ciências no Canadá naquele ano.

## Carreira
Depois de concluir o doutorado foi professora de matemática do ensino médio em Roma de 1994 a 2000, enquanto também mantinha uma posição de pesquisa de pós-doutorado na Universidade de Roma III de 1995 a 1997. Em 2000 obteve uma posição acadêmica como professora assistente de ciência da computação na Universidade Sapienza e, finalmente, em 2012, uma posição como professora assistente de matemática na Universidade Sapienza. Em 2016 tornou-se professora associada de matemática na Universidade Sapienza.